# Горелики (Псковская область)
Горелики — деревня в Себежском районе Псковской области России. Входит в состав городского поселения Идрица.

## География
Находится на юге региона и района, в лесной местности.
Уличная сеть не развита.

## История
В 1802—1924 годах земли поселения входили в Себежский уезд Витебской губернии.
В 1941—1944 гг. деревня находилась под фашистской оккупацией войсками Гитлеровской Германии.
До 1995 года деревня входила в Чайкинский сельсовет. Постановлением Псковского областного Собрания депутатов от 26 января 1995 года все сельсоветы в Псковской области были переименованы в волости и деревня стала частью Чайкинской волости.
Согласно Закону Псковской области от 28 февраля 2005 года Чайкинская волость была упразднена и деревня Горелики вошла в состав образованного муниципального образования «Бояриновская волость».
В 2015 году Бояриновская волость, вместе с населёнными пунктами, была влита в состав городского поселения Идрица.

## Население
| 2001 | 2002 | 2010 |
| ---- | ---- | ---- |
| 4    | ↘3   | ↘0   |

Согласно результатам переписи 2002 года, в национальной структуре населения русские составляли 100 % от общей численности в 3 чел..

## Инфраструктура
Было развито личное подсобное хозяйство.

## Транспорт
Деревня доступна по просёлочной дороге.